# Мурешану, Андрей
Андрей Мурешану (рум. Andrei Mureşanu; 16 ноября 1816, Бистрица — 12 октября 1863, Брашов) — румынский (трансильванский) поэт, журналист, публицист, переводчик, деятель национально-освободительного движения. Трибун эпохи Революции 1848 года. Автор слов гимна Румынии.

## Биография
Родился в крестьянской семье в Трансильвании. С 1825 г. учился в бистрицкой гимназии, затем с 1832 изучал философию и теологию в г. Блаж. В 1838 г. стал учителем румынской начальной школы в Брашове.
Принимал активное участие в политической жизни Трансильвании. Придерживался относительно консервативных, националистических позиций. Был поборником социальной и национальной свободы. Сторонник национального объединения Румынии.
Участник Весны народов в 1848 в Трансильвании. В 1848 был избран делегатом от г. Брашова на большое вече народов в Блаже.
Весной 1849 года после подавления революционных выступлений, Мурешану скрывался в Плоешти, затем отправился на Буковину, где работал переводчиком в Сибиу и одновременно публиковался в журнале «Telegraful Roman».

## Творчество
Мурешану — поэт романтического направления.
Автор стихотворений патриотического содержания, сначала бравурного характера («Glasul unui român»), затем минорного. Сборник их издан в Брашове: «Din poeziile luĭ A. M.» (1862). А. Мурешану видел в поэзии «язык общения между угнетёнными и задавленными великим рабством».

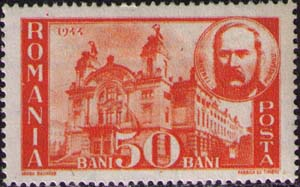
Почтовая марка Румынии; 1945

В своих лучших стихотворениях, воспевал революционные события 1848 г. и звал на борьбу за национальную независимость родины («Марш 1848 года», «К мученикам-румынам», «Пробудись, румын!»).
Его стихотворение «Эхо», написанное во время революции 1848 г., более известное по первой строке «Deşteaptă-te, române!» («Пробудись, румын!»), стало попупярной в народе революционной песней. Один из лидеров революции 1848 года в Валахии и Трансильвании Николаэ Белческу назвал песню «Deşteaptă-te, române!» («Пробудись, румын!») — румынской Марсельезой.
С 1989 года она стала гимном Румынии и гимном Молдавии в 1991—1994 годах.
В 1862 он опубликовал сборник «Из стихов Андрея Мурешану».
Кроме того, Мурешану известен как переводчик немецких поэтов и стихов английского писателя Э. Юнга.

## Память
- В 1945 и 1991 гг. почта Румынии выпустила памятную марку в честь Андрея Мурешану.